# Brett Bulmer
Brett Bulmer, född 26 april 1992, är en kanadensisk professionell ishockeyspelare som spelar för Minnesota Wild i NHL.
Han draftades i andra rundan i 2010 års draft av Minnesota Wild som 39:e spelare totalt.